# Marco Ballotta
Marco Ballotta (Olaszország, Casalecchio di Reno, 1964. április 3. –) olasz labdarúgó.